# Sant Pere de la Gornal
Sant Pere de la Gornal és una església de Castellet i la Gornal (Alt Penedès) protegida com a bé cultural d'interès local.

## Descripció
El conjunt format per l'església de Sant Pere i la rectoria està situat al nucli de la Gornal. Té una tanca perimetral i consta, a més de les construccions esmentades, d'una zona enjardinada. L'edifici de l'església és de tres naus, amb absis de planta circular refet modernament i campanar de cadireta barroc. És també un element remarcable del conjunt la torre del rellotge, de planta quadrada i coberta de pavelló del 1967. L'església i la rectoria tenen un porxo comú, utilitzat per a l'exposició de peces artístiques i eines del camp.

## Història
Sembla que l'església parroquial de Sant Pere de la Gornal és d'origen romànic, encara que durant el segle xvi s'hi va fer una reforma important. Actualment forma un conjunt amb l'edifici de la casa rectoral, que va ser refeta en el segle XX per l'arquitecte Joan Bassegoda i Nonell. La inauguració de la campana i del rellotge es va fer el 25.6.1967, i la casa parroquial va ser beneïda el 7.3.1971 per l'arquebisbe de Barcelona doctor Marcelo González Martín, segons consta en la inscripció de la façana.